# Chenopodium oahuense
Chenopodium oahuense là loài thực vật có hoa thuộc họ Dền. Loài này được (Meyen) Aellen mô tả khoa học đầu tiên năm 1933.